# Raión de Nóvgorod-Síverski
Raión de Nóvgorod-Síverski (en ucraniano: Новгород-Сіверський район) es un raión o distrito de Ucrania en la óblast de Chernígov. La capital es la ciudad de Nóvgorod-Síverski.
Comprende una superficie de 4630,5 km². Su territorio fue definido en 2020 mediante la fusión del territorio que tenía entonces el raión de Nóvgorod-Síverski con la propia ciudad de Nóvgorod-Síverski (que no formaba parte del raión al estar constituida como ciudad de importancia regional) y los hasta entonces vecinos raiones de Kórop y Seménivka.

## Demografía
En 2022, el raión tenía una población de 62 141 habitantes.

## Subdivisiones
Tras la reforma territorial de 2020, el raión incluye cuatro municipios: las ciudades de Nóvgorod-Síverski (la capital) y Seménivka y los sélyshcha de Kórop y Ponórnytsia.

## Otros datos
El código KOATUU fue 7423600000. El código postal 16000 y el prefijo telefónico +380 4658.